# Claire Carver-Dias
Claire Rhiannon Carver-Dias (Burlington, 19 de mayo de 1977) es una deportista canadiense que compitió en natación sincronizada.
Participó en los Juegos Olímpicos de Sídney 2000, obteniendo una medalla de bronce en la prueba de equipo. Ganó dos medallas de bronce en el Campeonato Mundial de Natación de 2001.

## Palmarés internacional
| Juegos Olímpicos   | Juegos Olímpicos   | Juegos Olímpicos  | Juegos Olímpicos |
| Año                | Lugar              | Medalla           | Prueba           |
| ------------------ | ------------------ | ----------------- | ---------------- |
| 2000               | Sídney (Australia) | Medalla de bronce | Equipo           |
| Campeonato Mundial |                    |                   |                  |
| Año                | Lugar              | Medalla           | Prueba           |
| 2001               | Fukuoka (Japón)    | Medalla de bronce | Dúo              |
| 2001               | Fukuoka (Japón)    | Medalla de bronce | Equipo           |